# Louis Frédéric
Louis-Frédéric Nussbaum, conosciuto come Louis Frédéric (Parigi, 17 dicembre 1923 – Quincy-sous-Sénart, 24 novembre 1996), è stato un orientalista, storico dell'arte, scrittore ed editore francese.

## Biografia
Si specializzò in particolare nel campo delle culture dell'India e del Giappone. Studiò alla Sorbona e all'Ecole Pratique des Hautes Etudes.
Louis-Frédéric scrisse molti libri su India, Giappone e Sud-est asiatico. Fu editore dell'Enciclopedia delle civiltà asiatiche in 10 volumi, pubblicata in otto edizioni in inglese tra il 1977 e il 1987. La Japan Encyclopedia di Louis-Frédéric è pubblicata dalla Harvard University Press; e ha avuto sei edizioni in inglese e francese tra il 1996 e il 2005.